# Saint-Symphorien-de-Thénières
Saint-Symphorien-de-Thénières (okzitanisch: Sant Aforian) ist ein Ort und eine südfranzösische Gemeinde mit 219 Einwohnern (Stand: 1. Januar 2022) im Département Aveyron in der Region Okzitanien. Sie gehört zum Arrondissement Rodez und zum Kanton Aubrac et Carladez. Die Einwohner werden Saint-Symphoriénois genannt.

## Lage
Saint-Symphorien-de-Thénières liegt etwa 53 Kilometer nordnordöstlich von Rodez. Der Fluss Truyère begrenzt die Gemeinde im Nordwesten. Das Gemeindegebiet gehört zum Regionalen Naturpark Aubrac.  Umgeben wird Saint-Symphorien-de-Thénières von den Nachbargemeinden Lacroix-Barrez im Nordwesten und Norden, Brommat im Norden, Sainte-Geneviève-sur-Argence im Norden und Nordosten, Graissac im Nordosten, Huparlac im Osten und Südosten, Saint-Amans-des-Cots im Süden sowie Montézic im Süden und Westen.

## Bevölkerungsentwicklung
| Jahr                       | 1962 | 1968 | 1975 | 1982 | 1990 | 1999 | 2006 | 2019 |
| Einwohner                  | 403  | 330  | 294  | 311  | 251  | 228  | 236  | 205  |
| Quellen: Cassini und INSEE |      |      |      |      |      |      |      |      |

## Sehenswürdigkeiten

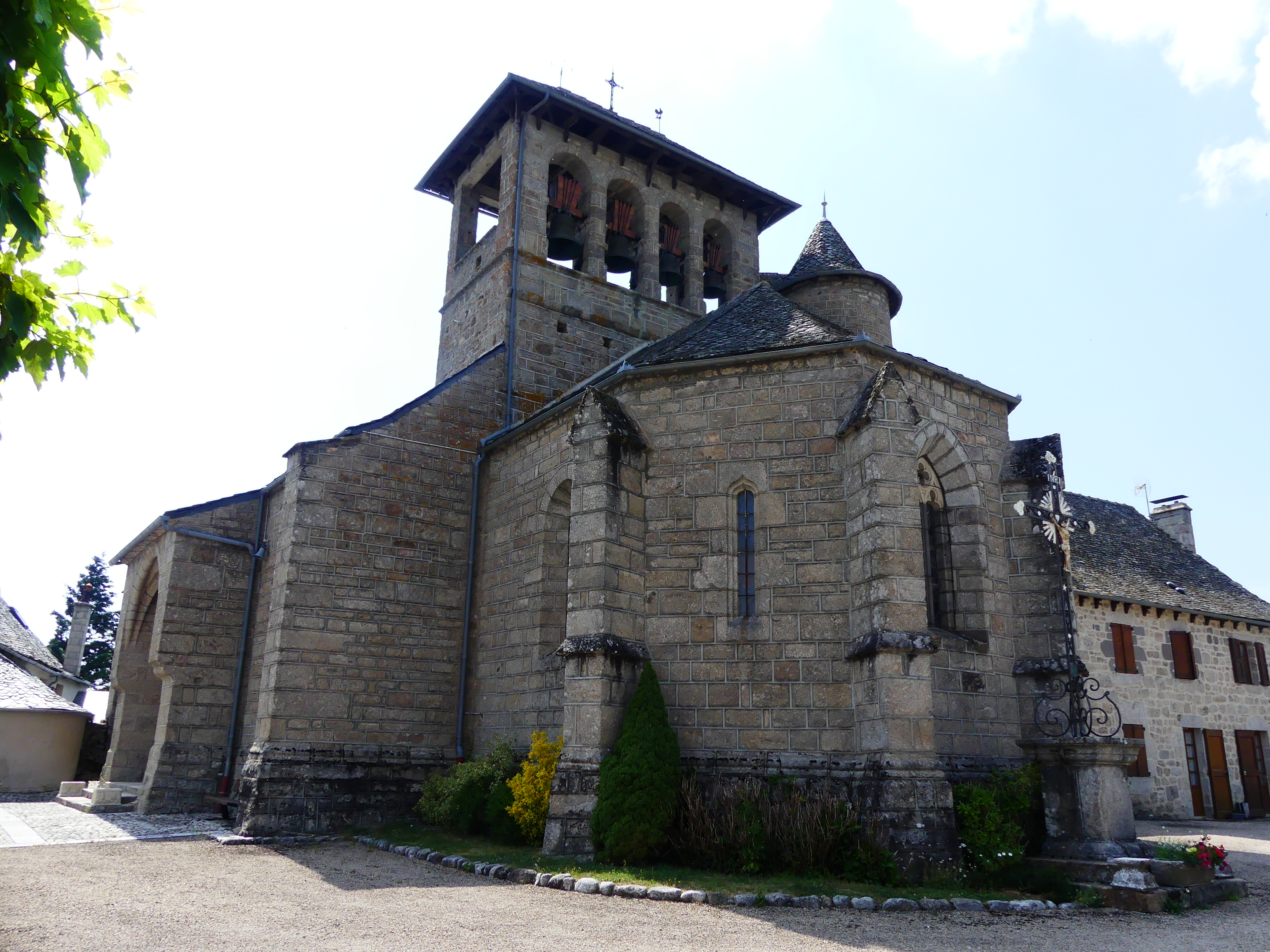
Kirche Saint-Symphorien

- Kirche Saint-Symphorien aus dem 15./16. Jahrhundert, Monument historique seit 1927
- Kirche Saint-Gervais et Saint-Protais im Ortsteil Saint-Gervais
- Schloss Thénières